# Allocosa nigripes
Allocosa nigripes là một loài nhện trong họ wolfspinnen (Lycosidae).
Loài này thuộc chi Allocosa. Allocosa nigripes được Guy miêu tả năm 1966.